# Cassie Hawrysh
Cassie Elise Hawrysh (* 6. Mai 1984 in Brandon, Manitoba) ist eine kanadische Skeletonpilotin.

## Werdegang
Cassie Hawrysh wuchs in Brandon (Manitoba) auf und besuchte eine Immersionsschule für Französisch. Anschließend nahm sie an der University of Windsor in Windsor (Ontario) ein Studium auf und spielte dort wie bereits zu Schulzeiten in der Volleyball-Auswahl. Nach einem Jahr wechselte sie aus familiären Gründen an die University of Regina in Regina (Saskatchewan), wo sie 2007 einen Bachelorabschluss in Journalismus erlangte. In Regina begann Hawrysh mit Siebenkampf und trainierte unter anderem mit Jessica Zelinka. Sie vertrat ihre Universität als Siebenkämpferin und Staffelläuferin und wurde in ihrem Abschlussjahr zur Teamkapitänin ernannt. Nach dem Studium nahm sie zwei Jahre lang an Wettkämpfen im 400-m-Hürdenlauf teil.
2009 zog Hawrysh nach Calgary, stieß über ihre Leichtathletik-Kontakte zum Skeleton und trainierte bald mit Jeff Pain und Amy Gough. Bereits im April 2010 nahm sie am letzten Saisonrennen des America’s Cup 2009/10 in Lake Placid teil und belegte auf Anhieb den fünften Rang. 2010/11 gelang Hawrysh ihr erster Podestplatz und 2011/12 gewann sie die ersten vier Rennen, woraufhin sie in der zweiten Saisonhälfte im Europacup 2011/12 starten durfte. Auch dort überzeugte sie mit drei Podestplatzierungen inklusive eines Siegs in Winterberg und wurde bei den kanadischen Meisterschaften Dritte. Zudem gewann Hawrysh die Gesamtwertung im America’s Cup.
Im folgenden Winter konnte sie sich für den Kader für den Weltcup 2012/13 qualifizieren und wurde dabei kanadische Vizemeisterin hinter Sarah Reid. In ihrer ersten Weltcup-Saison schaffte sie es vier Mal unter die besten acht und belegte auch im Endklassement den achten Rang. Bei der Weltmeisterschaft 2013 in St. Moritz belegte sie den 12. Platz. Bei den Auswahlrennen für die Saison 2013/14 gewann Cassie Hawrysh zeitgleich mit Robynne Thompson den kanadischen Meistertitel und wurde erneut in den Kader für den Weltcup berufen. Nach den Rängen 10 und 11 in den ersten beiden Rennen wurde sie jedoch ins Team für den Intercontinentalcup versetzt. Trotz guter Ergebnisse und zweier Siege in Park City konnte sie sich nicht mehr für die Olympischen Spiele 2014 in Sotschi qualifizieren, da dort nur zwei kanadische Athletinnen an den Start gehen durften. Im Winter 2014/15 nahm Hawrysh erneut am Intercontinentalcup teil, wo sie zwei Mal auf das Podest fuhr und in der Gesamtwertung den dritten Rang erreichte.